# J.C.Staff
J.C.Staff Co., Ltd. (Nhật: 株式会社ジェー・シー・スタッフ Hepburn: Kabushiki gaisha Jē Shī Sutaffu, J và C trong "Japan Creative Staff"), là một xưởng phim hoạt hình Nhật Bản được thành lập vào tháng 1 năm 1986 bởi Tomoyuki Miyata, một nhân viên cũ của Tatsunoko Production. Công ty đã sản xuất một số bộ anime nổi tiếng như Shokugeki no Souma, Toaru Majutsu no Index, Toradora!, Saiki Kusuo no Ψ-nan, Sakurasō no Pet na Kanojo, Little Busters!, mùa hai của One Punch Man...

## Sản xuất

### Phim truyền hình

#### Thập niên 1990–thập niên 2000
| Tựa đề                                  | Ngày lên sóng     | Ngày lên sóng      | Số tập | Ghi chú                                                                            |
| Tựa đề                                  | Bắt đầu           | Kết thúc           | Số tập | Ghi chú                                                                            |
| --------------------------------------- | ----------------- | ------------------ | ------ | ---------------------------------------------------------------------------------- |
| Metal Fighter Miku                      | 8 tháng 7, 1994   | 30 tháng 9, 1994   | 13     | Tác phẩm nguyên tác.                                                               |
| Touma Kijin Den Oni                     | 5 tháng 10, 1995  | 21 tháng 3, 1996   | 25     | Dựa trên loạt trò chơi nhập vai ONI .                                              |
| Maze Bakunetsu Jikū                     | 2 tháng 4, 1997   | 24 tháng 9, 1997   | 25     | Dựa trên bộ light novel cùng tên của Akahori Satoru.                               |
| Shōjo Kakumei Utena                     | 2 tháng 4, 1997   | 24 tháng 12, 1997  | 39     | Chuyển thể từ manga của Saito Chiho.                                               |
| Alice SOS                               | 6 tháng 4, 1998   | 28 tháng 1, 1999   | 14     | Tác phẩm nguyên tác.                                                               |
| Kare Kano                               | 2 tháng 10, 1998  | 23 tháng 3, 1999   | 26     | Chuyển thể từ bộ truyện tranh của Tsuda Masami. Đồng sản xuất với Gainax.          |
| Majutsushi Orphen                       | 3 tháng 10, 1998  | 27 tháng 3, 1999   | 24     | Dựa trên bộ light novel của Akita Yoshinobu.                                       |
| Yume de Aetara                          | 30 tháng 11, 1998 | 24 tháng 12, 1998e | 16     | Chuyển thể từ bộ truyện tranh của Yamahana Noriyuki.                               |
| Iketeru Futari                          | 2 tháng 2, 1999   | 26 tháng 2, 1999   | 16     | Chuyển thể từ bộ truyện tranh của Sano Takashi.                                    |
| Soreyuke! Uchū Senkan Yamamoto Yōko     | 4 tháng 4, 1999   | 26 tháng 9, 1999   | 26     | Chuyển thể từ tiểu thuyết của Shōji Takashi.                                       |
| Majutsushi Orphen Revenge               | 2 tháng 10, 1999  | 26 tháng 3, 2000   | 23     | Phần tiếp theo của Majutsushi Orphen.                                              |
| Excel Saga                              | 7 tháng 10, 1999  | 30 tháng 3, 2000   | 26     | Chuyển thể từ bộ truyện tranh của Koshi Rikdo.                                     |
| Dā! Dā! Dā!                             | 28 tháng 3, 2000  | 26 tháng 2, 2002   | 78     | Chuyển thể từ manga của Kawamura Mika.                                             |
| Yami no Matsuei                         | 2 tháng 10, 2000  | 18 tháng 12, 2000  | 13     | Chuyển thể từ bộ truyện tranh của tác giả Matsushita Yoko.                         |
| Mahō Senshi Louie                       | 3 tháng 4, 2001   | 18 tháng 9, 2001   | 24     | Chuyển thể từ bộ light novel của Mizuno Ryo.                                       |
| PaRappa the Rapper                      | 14 tháng 4, 2001  | 11 tháng 1, 2002   | 30     | Dựa trên trò chơi điện tử PaRappa the Rapper, hợp tác sản xuất với Production I.G. |
| Chitchana Yukitsukai Sugar              | 2 tháng 10, 2001  | 26 tháng 3, 2002   | 24     | Tác phẩm nguyên tác.                                                               |
| Azumanga Daiō                           | 8 tháng 4, 2001   | 30 tháng 9, 2002   | 26     | Chuyển thể từ bộ truyện tranh của Azuma Kiyohiko.                                  |
| Ai Yori Aoshi                           | 11 tháng 4, 2002  | 26 tháng 9, 2002   | 24     | Chuyển thể từ seinen manga của Fumizuki Kō                                         |
| Spiral: Suiri no Kizuna                 | 1 tháng 10, 2002  | 25 tháng 3, 2003   | 25     | Chuyển thể từ bộ truyện tranh do Shirodaira Kyou viết và Mizuno Eit minh họa.      |
| Nanaka 6/17                             | 8 tháng 1, 2003   | 26 tháng 3, 2003   | 12     | Chuyển thể từ bộ truyện tranh của Yagami Ken.                                      |
| Mahōtsukai ni Taisetsu na Koto          | 9 tháng 1, 2003   | 27 tháng 3, 2003   | 12     | Chuyển thể từ bộ truyện tranh do Norie Yamada viết và Yoshizuki Kumichi minh họa.  |
| Gunparade March: Arata Naru Kougunka    | 6 tháng 2, 2003   | 24 tháng 4, 2003   | 12     | Dựa trên trò chơi điện tử Gunparade March phát triển bởi Alfa System.              |
| Ikki Tōsen                              | 30 tháng 7, 2003  | 22 tháng 10, 2003  | 13     | Chuyển thể từ bộ truyện tranh của Shiozaki Yūji.                                   |
| R.O.D -THE TV-                          | 1 tháng 10, 2003  | 16 tháng 3, 2004   | 26     | Phần tiếp theo của OVA Read Or Die, đồng sản xuất với Studio Deen.                 |
| Shingetsutan Tsukihime                  | 9 tháng 10, 2003  | 25 tháng 12, 2003  | 12     | Chuyển thể từ visual novel cùng tên của Type-Moon.                                 |
| Ai Yori Aoshi: Enishi                   | 12 tháng 10, 2003 | 28 tháng 12, 2003  | 12     | Phần tiếp theo của Ai Yori Aoshi .                                                 |
| Maburaho                                | 14 tháng 10, 2003 | 6 tháng 4, 2004    | 24     | Chuyển thể từ bộ light novel của Tsukiji Toshihiko.                                |
| Hikari to Mizu no Dafune                | 15 tháng 1, 2004  | 3 tháng 7, 2004    | 24     | Tác phẩm nguyên tác.                                                               |
| Sensei no Ojikan                        | 4 tháng 4, 2004   | 27 tháng 6, 2004   | 13     | Chuyển thể từ bộ truyện tranh của Momose Tamami.                                   |
| Bōkyaku no Senritsu                     | 6 tháng 4, 2004   | 21 tháng 9, 2004   | 24     | Chuyển thể từ bộ truyện tranh của Katakura Shinji, đồng sản xuất với Gainax.       |
| Starship Operators                      | 5 tháng 1, 2005   | 30 tháng 3, 2005   | 13     | Chuyển thể từ bộ light novel của Mizuno Ryo.                                       |
| Mahoraba ~Heartful Days~                | 10 tháng 1, 2005  | 26 tháng 6, 2005   | 26     | Chuyển thể từ bộ truyện tranh của Kojima Akira.                                    |
| Gokujō Seitokai                         | 6 tháng 4, 2005   | 28 tháng 9, 2005   | 26     | Chuyển thể từ bộ truyện tranh của Mattaku Mosuke.                                  |
| Loveless                                | 7 tháng 4, 2005   | 30 tháng 6, 2005   | 12     | Chuyển thể từ bộ truyện tranh của Kōga Yun.                                        |
| Hachimitsu to Clover                    | 14 tháng 4, 2005  | 26 tháng 9, 2005   | 24     | Chuyển thể từ bộ truyện tranh của Umino Chica.                                     |
| Oku-sama wa Mahō Shōjo: Bewitched Agnes | 4 tháng 7, 2005   | 25 tháng 9, 2005   | 13     | Tác phẩm nguyên tác.                                                               |
| Shakugan no Shana                       | 6 tháng 10, 2005  | 23 tháng 3, 2006   | 24     | Chuyển thể từ bộ light novel của Yashichiro Takahashi.                             |
| Karin                                   | 4 tháng 4, 2005   | 12 tháng 5, 2006   | 24     | Chuyển thể từ bộ truyện tranh của Kagesaki Yuna.                                   |
| Yomigaeru Sora: Rescue Wings            | 8 tháng 1, 2006   | 26 tháng 3, 2006   | 13     | Tác phẩm nguyên tác.                                                               |
| Hachimitsu to Clover II                 | 30 tháng 6, 2006  | 15 tháng 9, 2006   | 12     | Phần tiếp theo của Hachimitsu to Clover.                                           |
| Zero no Tsukaima                        | 3 tháng 7, 2006   | 25 tháng 9, 2006   | 13     | Chuyển thể từ light novel của Yamaguchi Noboru.                                    |
| Ghost Hunt                              | 3 tháng 10, 2006  | 27 tháng 3, 2007   | 25     | Dựa trên bộ light novel cùng tên của Fuyumi Ono.                                   |
| Asatte no Hōkō.                         | 5 tháng 10, 2006  | 21 tháng 12, 2006  | 12     | Chuyển thể từ bộ truyện tranh của Yamada J-ta.                                     |
| Di Gi Charat: Winter Garden             | 22 tháng 12, 2006 | 23 tháng 12, 2006  | 2      | Ngoại truyện của Di Gi Charat.                                                     |
| Nodame Cantabile                        | 11 tháng 1, 2007  | 26 tháng 6, 2007   | 23     | Chuyển thể từ bộ truyện tranh của Ninomiya Tomoko                                  |
| Sky Girls                               | 5 tháng 7, 2007   | 27 tháng 12, 2007  | 26     | Dựa theo Sky Girls OVA.                                                            |
| Potemayo                                | 6 tháng, 2007     | 21 tháng 9, 2007   | 12     | Chuyển thể từ bộ manga bốn khung tranh của Ogataya Haruka.                         |
| Zero no Tsukaima: Futatsuki no Kishi    | 9 tháng 7, 2007   | 24 tháng 9, 2007   | 12     | Phần tiếp theo của Zero no Tsukaima.                                               |
| Shakugan no Shana II                    | 5 tháng 10, 2007  | 28 tháng 3, 2008   | 24     | Phần tiếp theo của Shakugan no Shana.                                              |
| KimiKiss: Pure Rouge                    | 6 tháng 10, 2007  | 24 tháng 3, 2008   | 24     | Dựa theo trò chơi điện tử KimiKiss của Enterbrain.                                 |
| Sky Girls TV DVD Specials               | 13 tháng 11, 2007 | 25 thâng 6, 2008   | 9      | Câu chuyện phụ của Sky Girls.                                                      |
| Shigofumi                               | 6 tháng 1, 2008   | 22 tháng 3, 2008   | 12     | Tác phẩm nguyên tác.                                                               |
| Nabari no Ou                            | 6 tháng 4, 2008   | 28 tháng 9, 2008   | 26     | Chuyển thể từ bộ truyện tranh của Kamatani Yūki.                                   |
| Slayers Revolution                      | 2 tháng 7, 2008   | 24 tháng 12, 2008  | 13     | Phần tiếp theo của Slayers TRY.                                                    |
| Zero no Tsukaima: Princesses no Rondo   | 7 tháng 7, 2008   | 22 tháng 9, 2008   | 12     | Phần tiếp theo của Zero no Tsukaima: Futatsuki no Kishi.                           |
| Toradora!                               | 2 tháng 10, 2008  | 26 tháng 3, 2009   | 25     | Chuyển thể từ bộ light novel của Takemiya Yuyuko.                                  |
| Toaru Majutsu no Index                  | 4 tháng 10, 2008  | 19 tháng 3, 2009   | 24     | Chuyển thể từ bộ light novel của Kazuma Kamachi.                                   |
| Nodame Cantabile: Paris-hen             | 9 tháng 10, 2008  | 18 tháng 12, 2008  | 11     | Phần tiếp theo của Nodame Cantabile..                                              |
| Slayers Evolution-R                     | 12 tháng 1, 2009  | 6 tháng 4, 2009    | 13     | Phần tiếp theo của Slayers Revolution.                                             |
| Hayate no Gotoku!!                      | 3 tháng 4, 2009   | 18 tháng 9, 2009   | 25     | Phần tiếp theo của Hayate no Gotoku!.                                              |
| Hatsukoi Limited.                       | 11 tháng 4, 2009  | 27 tháng 6, 2009   | 12     | Chuyển thể từ bộ truyện tranh của Kawashita Mizuki                                 |
| Aoi Hana                                | 2 tháng 7, 2009   | 10 tháng 9, 2009   | 11     | Chuyển thể từ bộ truyện tranh của Shimura Takako.                                  |
| Taishō Yakyū Musume.                    | 2 tháng 7, 2009   | 24 tháng 9, 2009   | 12     | Chuyển thể từ bộ light novel của Kagurazaka Atsushi.                               |
| Toaru Kagaku no Railgun                 | 3 tháng 10, 2009  | 20 tháng 3, 2010   | 24     | Chuyển thể từ bộ truyện tranh của Kamachi Kazuma.                                  |

#### Thập niên 2010–thập niên 2020
| Tựa đề                                                                                        | Ngày lên sóng                                                             | Ngày lên sóng                     | Số tập | Ghi chú |
| Tựa đề                                                                                        | Bắt đầu                                                                   | Kết thúc                          | Số tập | Ghi chú |
| --------------------------------------------------------------------------------------------- | ------------------------------------------------------------------------- | --------------------------------- | ------ | --- |
| Nodame Cantabile: Finale                                                                      | 14 tháng 1, 2010                                                          | 25 tháng 3, 2010                  | 11     | Phần cuối cùng của Nodame Cantabile .                                                                           |
| Kaichou wa Maid-sama!                                                                         | 1 tháng 4, 2010                                                           | 23 tháng 9, 2010                  | 26     | Chuyển thể từ bộ shoujo manga của Fujiwara Hiro.                                                                |
| Uragiri wa Boku no Namae o Shitteiru                                                          | 11 tháng 4, 2010                                                          | 19 tháng 9, 2010                  | 24     | Chuyển thể từ bộ truyện tranh của Hotaru Odagiri.                                                               |
| Okami-san to Shichinin no Nakama-tachi                                                        | 1 tháng 7, 2010                                                           | 16 tháng 9, 2010                  | 12     | Dựa trên loạt light novel Okami-san của Okita Masashi.                                                          |
| Bakuman                                                                                       | 2 tháng 10, 2010                                                          | 2 tháng 4, 2011                   | 25     | Chuyển thể từ bộ truyện tranh do Ōba Tsugumi viết và Obata Takeshi minh họa.                                    |
| Otome Yōkai Zakuro                                                                            | 5 tháng 10, 2010                                                          | 28 tháng 12, 2010                 | 13     | Chuyển thể từ bộ truyện tranh của Hoshino Lily.                                                                 |
| Tantei Opera Milky Holmes                                                                     | 7 tháng 10, 2010                                                          | 23 tháng 12, 2010                 | 12     | Thuộc dự án Project MILKY HOLMES của Bushiroad.                                                                 |
| Toaru Majutsu no Index II                                                                     | 8 tháng 10, 2010                                                          | 1 tháng 4, 2011                   | 24     | Phần tiếp theo của Toaru Majutsu no Index.                                                                      |
| Yumekui Merry                                                                                 | 7 tháng 1, 2011                                                           | 8 tháng 4, 2011                   | 13     | Chuyển thể từ bộ truyện tranh của Yoshitaka Ushiki.                                                             |
| Hidan no Aria                                                                                 | 14 tháng 4, 2011                                                          | 30 tháng 6, 2011                  | 12     | Dựa trên một bộ light novel của Akamatsu Chūgaku.                                                               |
| Kami-sama no Memo-cho                                                                         | 2 tháng 7, 2011                                                           | 24 tháng 9, 2011                  | 12     | Dựa trên một bộ light novel của Sugii Hikaru.                                                                   |
| Kaitō Tenshi Twin Angel: Kyun Kyun Tokimeki Paradise!!                                        | 5 tháng 7, 2011                                                           | 20 tháng 9, 2011                  | 12     | Dựa trên trò chơi Kaitō Tenshi Twin Angel của Trivy và Sammy.                                                   |
| Bakuman. 2nd Season                                                                           | 1 tháng 10, 2011                                                          | 24 tháng 3, 2012                  | 25     | Mùa thứ hai của Bakuman.                                                                                        |
| Kimi to Boku.                                                                                 | 4 tháng 10, 2011                                                          | 27 tháng 12, 2011                 | 13     | Dựa trên bộ truyện tranh của Hotta Kiichi.                                                                      |
| Shakugan no Shana III                                                                         | 8 tháng 10, 2011                                                          | 24 tháng 3, 2012                  | 24     | Mùa cuối cùng của Shakugan no Shana .                                                                           |
| Tantei Opera Milky Holmes Dai 2 Maku                                                          | 5 tháng 1, 2012                                                           | 22 tháng 3, 2012                  | 12     | Phần tiếp theo của Tantei Opera Milky Holmes, đồng sản xuất với Artland.                                        |
| Kill Me Baby                                                                                  | 5 tháng 1, 2012                                                           | 29 tháng 3, 2012                  | 13     | Chuyển thể từ bộ truyện bốn khung tranh của Kaduho.                                                             |
| Zero no Tsukaima F                                                                            | 7 tháng 1, 2012                                                           | 24 tháng 3, 2012                  | 12     | Mùa cuối cùng của Zero no Tsukaima.                                                                             |
| Ano Natsu de Matteru                                                                          | 10 tháng 1, 2012                                                          | 27 tháng 3, 2012                  | 12     | Tác phẩm nguyên tác.                                                                                            |
| Kimi to Boku. 2                                                                               | 3 tháng 4, 2012                                                           | 26 tháng 6, 2012                  | 13     | Phần tiếp theo của Kimi to Boku.                                                                                |
| La storia della Arcana Famiglia                                                               | 1 tháng 7, 2012                                                           | 16 tháng 9, 2012                  | 12     | Dựa trên visual novel của HuneX và Comfort.                                                                     |
| Joshiraku                                                                                     | 5 tháng 7, 2012                                                           | 28 tháng 9, 2012                  | 13     | Chuyển thể từ bộ truyện tranh của Kumeta Kōji.                                                                  |
| Tantei Opera Milky Holmes Alternative                                                         | 18 tháng 8, 2012                                                          | 9 tháng 12, 2012                  | 2      | Tập đặc biệt và là câu chuyện phụ của Tantei Opera Milky Holmes, đồng sản xuất với Artland.                     |
| Bakuman. 3rd Season                                                                           | 6 tháng 10, 2012                                                          | 30 tháng 3, 2013                  | 25     | Mùa thứ ba của Bakuman. 2nd Season.                                                                             |
| Little Busters!                                                                               | 6 tháng 10, 2012                                                          | 6 tháng 4, 2013                   | 26     | Chuyển thể từ visual novel của Key.                                                                             |
| Sakurasō no Pet na Kanojo                                                                     | 9 tháng 10, 2012                                                          | 26 tháng 3, 2013                  | 24     | Dựa trên một bộ light novel của tác giả Kamoshida Hajime.                                                       |
| Toaru Kagaku no Railgun S                                                                     | 12 tháng 4, 2013                                                          | 27 tháng 9, 2013                  | 24     | Phần tiếp theo của Toaru Kagaku no Railgun.                                                                     |
| Hentai Ōji to Warawanai Neko.                                                                 | 13 tháng 4, 2013                                                          | 29 tháng 6, 2013                  | 12     | Dựa trên một bộ light novel của Sagara Sou.                                                                     |
| Futari wa Milky Holmes                                                                        | 13 tháng 7, 2013                                                          | 28 tháng 9, 2023                  | 12     | Phần tiếp theo của Tantei Opera Milky Holme, đồng sản xuất với Nomad.                                           |
| Golden Time                                                                                   | 3 tháng 10, 2013                                                          | 27 tháng 3, 2014                  | 24     | Dựa trên một bộ light novel của Yuyuko Takemiya.                                                                |
| Little Busters! Refrain                                                                       | 5 tháng 10, 2013                                                          | 28 tháng 12, 2013                 | 13     | Phần tiếp theo của Little Busters! .                                                                            |
| Witchcraft Works                                                                              | 5 tháng 1, 2014                                                           | 23 tháng 3, 2014                  | 12     | Chuyển thể từ bộ truyện tranh của Mizunagi Ryū.                                                                 |
| selector infected WIXOSS                                                                      | 3 tháng 4, 2014                                                           | 19 tháng 6, 2014                  | 12     | Anime nguyên tác có hợp tác với Tomy và Warner Bros. Japan.                                                     |
| Fūun Ishin Dai Shōgun                                                                         | 9 tháng 4, 2014                                                           | 26 tháng 6, 2014                  | 12     | Anime nguyên tác đồng sản xuất với A.C.G.T.                                                                     |
| Majimoji Rurumo                                                                               | 9 tháng 7, 2014                                                           | 24 tháng 9, 2014                  | 12     | Chuyển thể từ bộ truyện tranh của Watanabe Wataru.                                                              |
| Love Stage!!                                                                                  | 9 tháng 7, 2014                                                           | 10 tháng 9, 2014                  | 10     | Chuyển thể từ bộ truyện tranh do Eiki Eiki viết và Tsuda Mikiyo minh họa.                                       |
| selector spread WIXOSS                                                                        | 4 tháng 10, 2014                                                          | 20 tháng 12, 2012                 | 12     | Phần tiếp theo của selector infected WIXOSS.                                                                    |
| Tantei Kageki Milky Holmes TD                                                                 | 4 tháng 1, 2015                                                           | 28 tháng 3, 2015                  | 12     | Phần tiếp theo của Futari wa Milky Holmes, đồng sản xuất với Nomad                                              |
| Shokugeki no Souma                                                                            | 3 tháng 4, 2015                                                           | 25 tháng 9, 2015                  | 24     | Chuyển thể từ bộ truyện tranh do Tsukuda Yūto viết và Saeki Shun minh họa.                                      |
| Dungeon ni Deai wo Motomeru no wa Machigatteiru Darou ka                                      | 4 tháng 4, 2015                                                           | 27 tháng 6, 2015                  | 13     | Dựa trên một bộ light novel của Ōmori Fujino.                                                                   |
| Shimoneta to Iu Gainen ga Sonzai Shinai Taikutsu na Sekai                                     | 4 tháng 7, 2015                                                           | 19 tháng 9, 2015                  | 12     | Dựa trên một bộ light novel của Akagi Hirotaka.                                                                 |
| Prison School                                                                                 | 10 tháng 7, 2015                                                          | 25 tháng 9, 2015                  | 12     | Chuyển thể từ bộ truyện tranh của Hiramoto Akira.                                                               |
| Heavy Object                                                                                  | 2 tháng 10, 2015                                                          | 25 tháng 3, 2016                  | 24     | Dựa trên một bộ light novel của Kamachi Kazuma.                                                                 |
| Flying Witch                                                                                  | 10 tháng 4, 2016                                                          | 26 tháng 5, 2016                  | 12     | Chuyển thể từ bộ truyện tranh của Ishizuka Chihiro.                                                             |
| Shokugeki no Souma: Ni no Sara                                                                | 2 tháng 7, 2016                                                           | 24 tháng 9, 2016                  | 13     | Mùa thứ hai của Shokugeki no Souma.                                                                             |
| Saiki Kusuo no Ψ-nan                                                                          | 4 tháng 7, 2016                                                           | 26 tháng 12, 2016                 | 26     | Chuyển thể từ bộ truyện tranh của Asō Shūichi.                                                                  |
| Taboo-Tattoo                                                                                  | 4 tháng 7, 2016                                                           | 19 tháng 9, 2016                  | 12     | Chuyển thể từ bộ truyện tranh của tác giả Shinjirō.                                                             |
| Amanchu!                                                                                      | 8 tháng 7, 2016                                                           | 22 tháng 9, 2016                  | 12     | Chuyển thể từ bộ truyện tranh của Amano Kozue.                                                                  |
| Lostorage incited WIXOSS                                                                      | 8 tháng 10, 2016                                                          | 24 tháng 12, 2006                 | 12     | Ngoại truyện của selector infected WIXOSS.                                                                      |
| Urara Meirocho                                                                                | 5 tháng 1, 2017                                                           | 23 tháng 3, 2017                  | 12     | Chuyển thể từ bộ truyện tranh bốn khung tranh của Harikamo.                                                     |
| Minami Kamakura Kōkō Joshi Jitensha-bu                                                        | 6 tháng 1, 2017                                                           | 24 tháng 3, 2017                  | 12     | Chuyển thể từ bộ truyện tranh của Matsumoto Noriyuki, đồng sản xuất với A.C.G.T.                                |
| Schoolgirl Strikers                                                                           | 7 tháng 1, 2017                                                           | 1 tháng 4, 2017                   | 13     | Chuyển thể từ một trò chơi mạng xã hội cùng tên của Square Enix.                                                |
| Marginal#4 KISS Kara Tsukuru Big Bang                                                         | 12 tháng 1, 2017                                                          | 30 tháng 3, 2017                  | 12     | Dựa trên thương hiệu Marginal #4 của Rejet.                                                                     |
| Alice & Zoroku                                                                                | 2 tháng 4, 2017                                                           | 25 tháng 6, 2017                  | 12     | Chuyển thể từ bộ truyện tranh của Imai Tetsuya.                                                                 |
| Twin Angel Break                                                                              | 7 tháng 4, 2017                                                           | 23 tháng 6, 2017                  | 12     | Phần tiếp theo của Kaitou Tenshi Twin Angel: Kyun Kyun☆Tokimeki Paradise!!.                                     |
| Dungeon ni Deai wo Motomeru no wa Machigatteiru Darou ka Gaiden: Sword Oratoria               | 14 tháng 4, 2017                                                          | 23 tháng 6, 2017                  | 12     | Câu chuyện phụ của Dungeon ni Deai wo Motomeru no wa Machigatteiru Darou ka.                                    |
| Vatican Kiseki Chōsakan                                                                       | 7 tháng 7, 2017                                                           | 22 tháng 9, 2017                  | 12     | Dựa trên bộ light novel của Fujiki Rin.                                                                         |
| UQ Holder!: Mahou Sensei Negima! 2                                                            | 3 tháng 10, 2017                                                          | 19 tháng 12, 2017                 | 12     | Chuyển thể từ bộ truyện tranh của Akamatsu Ken.                                                                 |
| Shokugeki no Souma: San no Sara                                                               | 4 tháng 10, 2017                                                          | 20 tháng 12, 2017                 | 24     | Mùa thứ ba của Food Wars! Shokugeki no Soma.                                                                    |
| Kujira no Kora wa Sajō ni Utau                                                                | 8 tháng 10, 2017                                                          | 24 tháng 12, 2017                 | 12     | Chuyển thể từ bộ truyện tranh của Umeda Abi.                                                                    |
| Saiki Kusuo no Ψ-nan 2                                                                        | 17 tháng 1, 2018                                                          | 27 tháng 6, 2018                  | 24     | Phần tiếp theo của Saiki Kusuo no Ψ-nan.                                                                        |
| Lostorage conflated WIXOSS                                                                    | 6 tháng 4, 2018                                                           | 22 tháng 6, 2018                  | 12     | Phần tiếp theo của Lost Storage conflated WIXOSS.                                                               |
| Amanchu! Advance                                                                              | 7 tháng 4, 2018                                                           | 23 tháng 6, 2018                  | 12     | Phần tiếp theo của Amanchu!                                                                                     |
| Last Period                                                                                   | 12 tháng 4, 2018                                                          | 28 tháng 6, 2018                  | 12     | Dựa trên trò chơi nhập vai cùng tên của Happy Elements.                                                         |
| Back Street Girls: Gokudolls                                                                  | 4 tháng 7, 2018                                                           | 5 tháng 9, 2018                   | 10     | Chuyển thể từ bộ truyện tranh của Gyuh Jasmine.                                                                 |
| Angels of Death                                                                               | 6 tháng 7, 2018                                                           | 21 tháng 9, 2018                  | 12     | Chuyển thể từ bộ truyện tranh do Naduka Kudan minh họa và Sanada Makoto viết.                                   |
| Planet With                                                                                   | 8 tháng 7, 2018                                                           | 23 tháng 9, 2018                  | 12     | Anime nguyên tác.                                                                                               |
| Hi Score Girl                                                                                 | 13 tháng 7, 2018                                                          | 20 tháng 12, 2018                 | 12     | Chuyển thể từ bộ truyện tranh của Oshikiri Rensuke, đồng sản xuất với Shogakukan Music & Digital Entertainment. |
| Toaru Majutsu no Index III                                                                    | 5 tháng 10, 2018                                                          | 5 tháng 4, 2019                   | 26     | Phần tiếp theo của Toaru Majutsu no Index II.                                                                   |
| Hangyaku-sei Million Arthur                                                                   | 25 tháng 10, 2018                                                         | 27 tháng 12, 2019                 | 10     | Dựa trên một trò chơi Million Arthur của Square Enix.                                                           |
| Saiki Kusuo no Ψ-nan: Kanketsu-hen                                                            | 28 tháng 12, 2018                                                         | 28 tháng 12, 2018                 | 1      | Phần tiếp theo của Saiki Kusuo no Ψ-nan 2.                                                                      |
| Date A Live III                                                                               | 11 tháng 1, 2019                                                          | 29 tháng 3, 2019                  | 12     | Phần tiếp theo của Date A Live II.                                                                              |
| Hangyaku-sei Million Arthur 2nd Season                                                        | 4 tháng 4, 2019                                                           | 27 tháng 6, 2019                  | 13     | Mùa thứ hai của Hangyaku-sei Million Arthur.                                                                    |
| One-Punch Man (mùa 2)                                                                         | 9 tháng 4, 2019                                                           | 2 tháng 7, 2019                   | 12     | Phần tiếp theo của One Punch Man.                                                                               |
| Machikado Mazoku                                                                              | 12 tháng 7, 2019                                                          | 27 tháng 9, 2019                  | 12     | Chuyển thể từ bộ manga bốn khung tranh của Itō Izumi.                                                           |
| Toaru Kagaku no Accelerator                                                                   | 12 tháng 7, 2019                                                          | 27 tháng 9, 2019                  | 12     | Chuyển thể từ bộ truyện tranh của Kamachi Kazuma.                                                               |
| Tsūjou Kōgeki ga Zentai Kōgeki de ni Kai Kōgeki no Okā-san wa Suki Desuka?                    | 13 tháng 7, 2019                                                          | 28 tháng 9, 2019                  | 12     | Chuyển thể từ bộ light novel của Inaka Dachima.                                                                 |
| Dungeon ni Deai wo Motomeru no wa Machigatteiru Darou ka II                                   | 13 tháng 7, 2019                                                          | 28 tháng 9, 2019                  | 12     | Mùa thứ hai của Dungeon ni Deai wo Motomeru no wa Machigatteiru Darou ka.                                       |
| Shokugeki no Souma: Shin no Sara                                                              | 12 tháng 10, 2019                                                         | 28 tháng 12, 2019                 | 12     | Mùa thứ tư của Shokugeki no Soma.                                                                               |
| Hi Score Girl II                                                                              | 25 tháng 10, 2019                                                         | 20 tháng 12, 2019                 | 9      | Mùa thứ hai của Hi Score Girl, đồng sản xuất với Shogakukan Music & Digital Entertainment.                      |
| Toaru Kagaku no Railgun T                                                                     | 10 tháng 1, 2020                                                          | 25 tháng 9, 2020                  | 25     | Phần tiếp theo của Toaru Kagaku no Railgun S .                                                                  |
| Mewkledreamy                                                                                  | 5 tháng 4, 2020                                                           | 4 tháng 4, 2021                   | 48     | Dựa trên nhân vật Mewkledreamy của Sanrio.                                                                      |
| Shokugeki no Souma: Gou no Sara                                                               | 10 tháng 4, 2020                                                          | 25 tháng 9, 2020                  | 13     | Mùa thứ năm của Food Wars! Shokugeki no Soma .                                                                  |
| Dungeon ni Deai wo Motomeru no wa Machigatteiru Darou ka III                                  | 3 tháng 10, 2020                                                          | 19 tháng 12, 2020                 | 12     | Phần tiếp theo của Dungeon ni Deai wo Motomeru no wa Machigatteiru Darou ka II.                                 |
| WIXOSS Diva(A)Live                                                                            | 9 tháng 1, 2021                                                           | 27 tháng 3, 2021                  | 12     | Ngoại truyện của xê-ri WIXOSS.                                                                                  |
| Skate-Leading Stars                                                                           | 10 tháng 1, 2021                                                          | 28 tháng 3 2021                   | 12     | Anime nguyên tác được chỉ đạo bởi Taniguchi Gorō.                                                               |
| Maiko-san chi no Makanai-san                                                                  | 25 tháng 2, 2021                                                          | 27 tháng 1, 2022                  | 12     | Chuyển thể từ manga của Koyama Aiko.                                                                            |
| Sentōin, Haken Shimasu                                                                        | 4 tháng 4, 2021                                                           | 20 tháng 6, 2021                  | 12     | Dựa theo light novel của Natsuki Hideaki.                                                                       |
| Blue Reflection Ray                                                                           | 10 tháng 4, 2021                                                          | 25 tháng 9, 2021                  | 12     | Dựa theo trò chơi Blue Reflection của Gust.                                                                     |
| Edens Zero                                                                                    | 11 tháng 4, 2021                                                          | 3 tháng 10, 2021                  | 25     | Chuyển thể từ manga của Hiro Mashima.                                                                           |
| Mewkledreamy Mix!                                                                             | 11 tháng 4, 2021                                                          | 27 tháng 3, 2022                  | 50     | Phần tiếp theo của Mewkledreamy.                                                                                |
| Genjitsu Shugi Yūsha no Ōkoku Saikenki                                                        | 4 tháng 7, 2021                                                           | 3 tháng 4, 2022                   | 12     | Chuyển thể từ manga của Koyama \|-                                                                              |
| Shinigami bocchan to kuro maid                                                                | 4 tháng 7, 2021                                                           | 19 tháng 9, 2021                  | 12     | Chuyển thể từ manga của Inoue Koharu                                                                            |
| Shikkakumon no Saikyō Kenja                                                                   | 8 tháng 1, 2022                                                           | 26 tháng 3, 2022                  | 12     | Chuyển thể từ light novel của Shinkoshoto.                                                                      |
| Baraō no Sōretsu no Sōretsu                                                                   | 9 tháng 1, 2022                                                           | 26 tháng 6, 2022                  | 12     | Chuyển thể từ manga của Kanno Aya.                                                                              |
| Shokei Shōjo no Virgin Road                                                                   | 2 tháng 4, 2022                                                           | 18 tháng 6, 2022                  | 12     | Chuyển thể từ light novel của Satō Mato, đồng sản xuất với Shogakukan Music & Digital Entertainment.            |
| Machikado Mazoku: 2-choume                                                                    | 8 tháng 4, 2022                                                           | 1 tháng 7, 2022                   | 12     | Mùa hai của Machikado Mazoku.                                                                                   |
| Dungeon ni Deai wo Motomeru no wa Machigatteiru Darou ka IV: Shin Shou - Meikyuu-hen (phần 1) | 8 tháng 4, 2022                                                           | 1 tháng 7, 2022                   | 12     | Mùa thứ bốn của Dungeon ni Deai wo Motomeru no wa Machigatteiru Darou ka.                                       |
| Dungeon ni Deai wo Motomeru no wa Machigatteiru Darou ka IV: Fuka Shou - Yakusai-hen (phần 2) | 5 tháng 1, 2023                                                           | 18 tháng 3, 2023                  | 11     | Mùa thứ bốn của Dungeon ni Deai wo Motomeru no wa Machigatteiru Darou ka.                                       |
| Sugar Apple Fairy Tale                                                                        | 6 tháng 1, 2023                                                           | 22 tháng 9, 2023                  | 24     | Chuyển thể từ light novel của Mikawa Miri.                                                                      |
| Edens Zero (mùa 2)                                                                            | 2 tháng 4, 2023                                                           | 1 tháng 10, 2023                  | 25     | Mùa thứ hai của Edens Zero.                                                                                     |
| Isekai wa Smartphone to Tomo ni. 2                                                            | 3 tháng 4, 2023                                                           | 19 tháng 6, 2023                  | 12     | Mùa hai của Isekai wa Smartphone to Tomo ni.                                                                    |
| Niehime to Kemono no Ou                                                                       | 20 tháng 4, 2023                                                          | 28 tháng 9, 2023                  | 24     | Chuyển thể từ manga của Tomofuji Yū.                                                                            |
| Nanatsu no Maken ga Shihai Suru                                                               | 8 tháng 7, 2023                                                           | 14 tháng 10, 2023                 | 15     | Chuyển thể từ light novel do Uno Bokuto viết và Miyuki Ruria minh họa.                                          |
| Shinigami bocchan to kuro maid (mùa 2)                                                        | 9 tháng 7, 2023                                                           | 24 tháng 9, 2023                  | 12     | Phần tiếp theo của Shinigami bocchan to kuro maid.                                                              |
| Tsuki ga Michibiku Isekai Dōchū (mùa 2)                                                       | 8 tháng 1, 2024                                                           | 24 tháng 6, 2024                  | 25     | Dựa theo light novel của Azumi Kei, mùa trước do C2C sản xuất.                                                  |
| Lv2 kara Cheat datta Moto Yūsha Kōho no Mattari Isekai Life                                   | 8 tháng 4, 2024                                                           | 24 tháng 6                        | 12     | Dựa theo light novel sáng tác bởi Kinojo Miya.                                                                  |
| Shinigami bocchan to kuro maid (mùa 3)                                                        | 7 tháng 4, 2024                                                           | 23 tháng 6                        | 12     | Phần kết của Shinigami bocchan to kuro maid.                                                                    |
| 2.5 Jigen no Yūwaku                                                                           | 5 tháng 7, 2024                                                           |                                   |        | Dựa theo manga của Hashimoto Yū.                                                                                |
| Fairy Tail: 100 Years Quest                                                                   | 7 tháng 7, 2024                                                           |                                   |        | Chuyển thể từ manga do Mashima Hiro viết và Ueda Atsuo minh họa.                                                |
| Delico's Nursery                                                                              | 8 tháng 8, 2024                                                           |                                   |        | Dựa trên vở kịch Trump sáng tác bởi Suemitsu Kenichi.                                                           |
| Dungeon ni Deai wo Motomeru no wa Machigatteiru Darou ka V                                    | 4 tháng 10, 2024                                                          |                                   |        | Mùa thứ năm của Dungeon ni Deai wo Motomeru no wa Machigatteiru Darou ka.                                       |
| Mahō Tsukai ni Narenakatta Onna no Ko no Hanashi                                              | 5 tháng 10, 2024                                                          |                                   |        | Chuyển thể từ tiểu thuyết của Akasaka Yuzuki.                                                                   |
| Murai no Koi                                                                                  | 6 tháng 10, 2024                                                          |                                   |        | Chuyển thể từ manga của Shima Junta.                                                                            |
| Kabushikigaisha Magilumiere                                                                   | tháng 10, 2024                                                            |                                   |        | Dựa theo manga cùng tên, đồng sản xuất với Moe.                                                                 |
| Maō 2099                                                                                      | 2024                                                                      |                                   |        | Dựa theo light novel sáng tác bởi Murasaki Daigo.                                                               |
| Honey Lemon Soda                                                                              | tháng 1, 2025                                                             |                                   |        | Chuyển thể từ manga của Murata Mayu.                                                                            |
| Danjo no Yūjō wa Seiritsu Suru? (Iya, Shinai!!)                                               | 2025                                                                      |                                   |        | Dựa theo light novel của Nanana Nana.                                                                           |
| One-Punch Man (mùa 3)                                                                         | CTB                                                                       | Phần tiếp theo của One-Punch Man. |        | |
| Yarinaoshi Reijō wa Ryūtei Heika o Kōryaku-chū                                                | Chuyển thể từ light novel do Nagase Sarasa viết và Fuji Mitsuya minh hoạ. |                                   |        | |

### Phim điện ảnh
| Tựa đề                                                                | Ngày phát hành    | Chú thích                                                                                                   |
| --------------------------------------------------------------------- | ----------------- | --- |
| Onna Senshi Efe & Jira: Gude no Monshou                               | 23 tháng 6, 1990  | Dựa trên cuốn tiểu thuyết của Hikawa Reiko.                                                                 |
| Darkside Blues                                                        | 8 tháng 10, 1994  | Chuyển thể từ bộ truyện tranh của Kikuchi Hideyuki.                                                         |
| Gekijouban Slayers                                                    | 29 tháng 7, 1995  | Tiền truyện của Slayers.                                                                                    |
| Slayers Return                                                        | 3 tháng 8, 1996   | Phần nối tiếp của Gekijouban Slayers.                                                                       |
| Mahou Gakuen Lunar! Aoi Ryuu no Himitsu                               | 15 tháng 3, 1997  | Dựa trên manga Mahou Gakuen Lunar! của Touda Hiroko.                                                        |
| Slayers Great                                                         | 2 tháng 8, 1997   | Phần nối tiếp của Slayers Return.                                                                           |
| Maze Bakunetsu Jikū: Tenpen Kyoui no Giant                            | 25 tháng 4, 1998  | Phần tiếp theo của Maze Bakunetsu Jikū (bản truyền hình).                                                   |
| Slayers Gorgeous                                                      | 1 tháng 8, 1998   | Phần nối tiếp của Slayers Great.                                                                            |
| Shōjo Kakumei Utena Adolescence Mokushiroku                           | 14 tháng 8, 1999  | Kể lại câu chuyện của Shōjo Kakumei Utena (bản truyền hình) theo một chiều hướng khác.                      |
| Azumanga Daiō THE ANIMATION                                           | 25 tháng 12, 2001 | Trailer quảng bá cho anime truyền hình của Azumanga Daiō được chiếu tại các rạp phim Nhật Bản vào năm 2001. |
| Gekijouban Shakugan no Shana                                          | 21 tháng 4, 2007  | Thuật lại nội dung của Shakugan no Shana (mùat một) với một số diễn biến mới.                               |
| Toaru Majutsu no Index: Endymion no Kiseki                            | 23 tháng 2, 2013  | Câu chuyện phụ của Toaru Majutsu no Index.                                                                  |
| Tsubasa to Hotaru                                                     | 16 tháng 3, 2014  | Phim ngắn nguyên tác được công chiếu tại Ribon Festa 2014.                                                  |
| Aki no Kanade                                                         | 22 tháng 5, 2015  | Phim ngắn nguyên tác thuộc một phần của dự án Anime Mirai 2015.                                             |
| Tantei Opera Milky Holmes: Gyakushuu no Milky Holmes                  | 27 tháng 2, 2016  | Phần tiếp theo của Tantei Kageki Milky Holmes TD.                                                           |
| Selector Destructed WIXOSS                                            | 13 tháng 3, 2016  | Phần tiếp theo của Selector Spread WIXOSS.                                                                  |
| Dungeon ni Deai wo Motomeru no wa Machigatteiru Darou ka: Orion no Ya | 15 tháng 2, 2019  | Câu chuyện phụ của Dungeon ni Deai wo Motomeru no wa Machigatteiru Darou ka.                                |
| Kono Subarashii Sekai ni Shukufuku wo! Kurenai Densetsu               | 30 tháng 8, 2019  | Phần tiếp theo của KonoSuba 2.                                                                              |
| Aria the Benedizione                                                  | 5 tháng 3, 2021   | Phần tiếp theo của Aria the Avvenire.                                                                       |
| Kud Wafter                                                            | 16 tháng 7, 2021  | Dựa trên trò chơi điện tử của Key.                                                                          |
| Ai no Utagoe o Kikasete                                               | 29 tháng 10, 2021 | Tác phẩm nguyên tác.                                                                                        |
| Aria the Benedizione                                                  | 3 tháng 12, 2021  | Phần tiếp theo của Aria the Crepuscolo.                                                                     |

### OVA
| Tựa đề                                                                     | Ngày phát hành                      | Số tập | Ghi chú                                                                                  |
| -------------------------------------------------------------------------- | ----------------------------------- | ------ | ---------------------------------------------------------------------------------------- |
| Sengoku Kitan Youtouden                                                    | 21 tháng 5, 1987–11 tháng 5, 1988   | 3      | Tác phẩm nguyên tác.                                                                     |
| Kyoufu no Bio Ningen Saishuu Kyoushi                                       | 6 tháng 2, 1988                     | 1      | Chuyển thể từ manga của Yamamoto Atsuji.                                                 |
| Kosuke-sama Rikimaru-sama: Konpeitou no Ryuu                               | 23 tháng 9, 1988                    | 1      | Tác phẩm nguyên tác.                                                                     |
| Cleopatra DC                                                               | 28 tháng 4 1989–24 tháng 5, 1991    | 3      | Chuyển thể từ manga của Shintan Kaoru.                                                   |
| Youma                                                                      | 1 tháng 5 1989–1 tháng 6, 1989      | 2      | Dựa theo manga của Kusunoki Kei.                                                         |
| Earthian                                                                   | 26 tháng 7, 1989–21 tháng 12, 1996  | 4      | Chuyển thể từ manga Kōga Yun.                                                            |
| Yajikita Gakuen Dōchūki                                                    | 15 tháng 9, 1989–25 tháng 7, 1991   | 2      | Dựa theo manga của Shitto Ryoko.                                                         |
| 1+2=Paradise                                                               | 23 tháng 2, 1990-27 tháng 4, 1990   | 2      | Dựa theo manga của Kamimura Sumiko                                                       |
| Ankokushin Denshō Bushin                                                   | 23 tháng 3, 1990-24 tháng 1, 1992   | 3      | Tác phẩm nguyên tác.                                                                     |
| Osu!! Karate Bu                                                            | 21 tháng 10, 1990-25 tháng 7, 1992  | 4      | Dựa theo manga của Takahashi Koji.                                                       |
| Chō Bakumatsu Shōnen Seiki Takamaru                                        | 1 tháng 11, 1991-20 tháng 12, 1991  | 2      | Tác phẩm gốc.                                                                            |
| Handsome na Kanojo                                                         | 21 tháng 1, 1992                    | 1      | Dựa theo manga của Toshizumi Wataru.                                                     |
| Genji                                                                      | 21 tháng 5, 1992-10 tháng 10, 1992  | 2      |                                                                                          |
| Gensou Jotan Ellcia                                                        | 23 tháng 10, 1992-23 tháng 9, 1993  | 4      | Tác phẩm nguyên tác do Kogawa Yoriyasu chỉ đạo.                                          |
| Shin Chō Bakumatsu Shōnen Seiki Takamaru                                   | 21 tháng 11, 1992-20 tháng 6, 1993  | 6      | Phần tiếp theo của Chō Bakumatsu Shōnen Seiki Takamaru.                                  |
| Nekohiki no Ororane                                                        | 26 tháng 11, 1992                   | 1      | Tác phẩm nguyên tác.                                                                     |
| Apfelland Monogatari                                                       | 12 tháng 12, 1992                   | 1      | Chuyển thể từ manga của Tanaka Yoshiki.                                                  |
| Wolf Guy                                                                   | 17 tháng 12, 1992-21 tháng 6, 1993  | 6      | Chuyển thể từ manga do Hirai Kazumasa viết và Sakaguchi Hisashi minh họa.                |
| 8 Man After                                                                | 21 tháng 8, 1993-22 tháng 12, 1993  | 4      | Chuyển thể từ manga do Hirai Kazumasa viết và Kuwata Jiro minh họa .                     |
| Youseiki Suikoden                                                          | 25 tháng 9, 1993                    | 1      | Chuyển thể từ light novel của Yoshioka Hitoshi.                                          |
| Fortune Quest: Yo ni mo Shiawase na Boukensha-tachi                        | 9 tháng 10, 1993-10 tháng 5, 1994   | 6      | Chuyển thể từ manga Fortune Quest do Fukazawa Mishio viết và Mukai Natsumi minh họa.     |
| Tokusō Sensha-tai Dominion                                                 | 21 tháng 10, 1993-22 tháng 10, 1994 | 6      | Phần tiếp theo của OVA Dominion.                                                         |
| Konpeki no Kantai                                                          | 1 tháng 12, 1993-1 tháng 8, 2003    | 32     | Dựa theo tiểu thuyết của Aramaki Yoshio.                                                 |
| Chōjikū Seiki Ōgasu 02                                                     | 5 tháng 12, 1993-25 tháng 4, 1995   | 6      | Phần tiếp theo của Chōjikū Seiki Ōgasu.                                                  |
| Shonan Junai Gumi!                                                         | 21 tháng 1, 1994-21 tháng 1, 1997   | 5      | Chuyển thể từ manga của Fujisawa Tooru.                                                  |
| Boku wa Konomama Kaeranai                                                  | 21 tháng 6, 1994                    | 1      | Chuyển thể từ manga của Uchida Kazuna.                                                   |
| Osakana wa Ami no Naka                                                     | 21 tháng 7, 1994                    | 1      | Chuyển thể từ manga của Ranma Nekokichi                                                  |
| Shin Megami Tensei: Tokyo Mokushiroku                                      | 21 tháng 4, 1995-21 tháng 6,, 1995  | 2      | Chuyển thể từ manga Shin Megami Tensei của Ogishima Chiaki và Suzuki Kazunari.           |
| Ginga Ojōsama Densetsu Yuna                                                | 21 tháng 9, 1995-22 tháng 11, 1995  | 2      | Tác phẩm nguyên tác.                                                                     |
| Kusatta Kyōshi no Hōteishiki                                               | 25 tháng 11, 1995-24 tháng 11, 1995 | 2      | Chuyển thể từ manga của Kodaka Kazuma                                                    |
| Keiraku no Houteishiki Level-C                                             | 14 tháng 7, 1995                    | 1      | Chuyển thể từ manga của Aoi Futaba.                                                      |
| Kodomo no Omocha                                                           | 16 tháng 12, 1995                   | 1      | Chuyển thể từ manga của Obana Miho.                                                      |
| Soreyuke! Uchū Senkan Yamamoto Yōko                                        | 6 tháng 3, 1996-5 tháng 6, 1996     | 3      | Chuyển thể từ light novel của Takashi Shoji.                                             |
| Toshinden                                                                  | 21 tháng 6, 1996-21 tháng 8, 1996   | 2      | Dựa theo trò chơi Battle Arena Toshinden.                                                |
| Maze Bakunetsu Jikū                                                        | 24 tháng 7, 1996-21 tháng 9, 1996   | 2      | Chuyển thể từ light novel của Akahori Satoru.                                            |
| Slayers Special                                                            | 25 tháng 7, 1996-25 tháng 5, 1997   | 3      | Câu chuyện phụ của Slayers                                                               |
| Byston Well Monogatari: Garzey no Tsubasa                                  | 21 tháng 9, 1996-9 tháng 4, 1997    | 3      | Tác phẩm gốc.                                                                            |
| Chōjin Gakuen Gowcaize: The Voltage Fighters                               | 27 tháng 9, 1996-31 tháng 1, 1997   | 3      | Dựa trên trò chơi Chōjin Gakuen Gowcaizer                                                |
| Ginga Ojōsama Densetsu Yuna: Shin'en no Fairy                              | 21 tháng 12, 1996-21 tháng 5, 1997  | 3      | Phần tiếp theo của Ginga Ojōsama Densetsu Yuna.                                          |
| Kyokujitsu no Kantai                                                       | 21 tháng 2, 1997-2002               | 15     | Ngoại truyện của Konpeki no Kantai.                                                      |
| Soreyuke! Uchū Senkan Yamamoto Yōko II                                     | 6 tháng 8 1997-22 tháng 12, 1997    | 3      | Phần tiếp theo của Soreyuke! Uchū Senkan Yamamoto.                                       |
| Detatoko Princess                                                          | 1 tháng 12, 1997-21 tháng 5, 1998   | 3      | Chuyển thể từ manga của Okuda Hitoshi.                                                   |
| Slayers Excellent                                                          | 25 thang 10, 1998-25 tháng 3, 1999  | 3      | Phần tiếp theo của Slayers Special.                                                      |
| Cat Soup                                                                   | 21 tháng 2 ,2001                    | 1      | Dựa trên manga của Nekojiru.                                                             |
| Puni Puni Poemy                                                            | 7 tháng 3, 2001                     | 2      | Ngoại truyện củaExcel Saga.                                                              |
| Alien Nine                                                                 | 25 tháng 6, 2001-25 tháng 2, 2002   | 4      | Chuyển thể từ manga của Tomizawa Hitoshi.                                                |
| Kikou Heidan J-Phoenix: PF Lips Shoutai                                    | 12 tháng 5, 2002-26 tháng 2, 2004   | 3      | Dựa trên dòng trò chơi Armored Troopers J-Phoenix của Takara.                            |
| Eiken                                                                      | 25 tháng 3, 2003-23 tháng 6, 2004   | 2      | Chuyển thể từ manga của Matsuyama Seiji.                                                 |
| Chitchana Yukitsukai Sugar                                                 | 21 tháng 8, 2003-28 tháng 8, 2003   | 2      | Phần tiếp theo của Chitchana Yukitsukai Sugar.                                           |
| Sensei no Ojikan                                                           | 4 tháng 8 2004-2 tháng 4, 2005      | 7      | Phần tiếp theo của Sensei no Ojikan.                                                     |
| Sky Girls                                                                  | 25 tháng 8, 2006                    | 1      | Tác phẩm nguyên tác.                                                                     |
| Shakugan no Shana SP                                                       | 8 tháng 12, 2006                    | 1      | Câu chuyện phụ của Shakugan no Shana.                                                    |
| Shakugan no Shana S                                                        | 23 tháng 10, 2009-29 tháng 9, 2010  | 4      | Phần tiếp theo của Shakugan no Shana II (mùa hai).                                       |
| Little Busters! Sekai no Saitou wa Ore ga Mamoru!                          | 28 tháng 8, 2013                    | 1      | Câu chuyện phụ của Little Busters!.                                                      |
| Kill Me Baby: Butsuzou Kegatte Nise Halloween                              | 16 tháng 10, 2013                   | 1      | Câu chuyện phụ của Kill Me Baby.                                                         |
| Little Busters! EX                                                         | 29 tháng 1, 2014-30 tháng 7, 2014   | 8      | Câu chuyện phụ của Little Busters! Refrain, chuyển thể từ manga Little Busters! Ecstasy. |
| Kaitō Tenshi Twin Angel: Kyun Kyun Tokimeki Paradise!!                     | 30 tháng 1, 2015                    | 2      | Câu chuyện phụ của Twin Angel: Twinkle Paradise.                                         |
| Shokugeki no Soma                                                          | 2 tháng 5, 2016-4 tháng 7, 2016     | 2      | Câu chuyện phụ của Shokugeki no Soma.                                                    |
| Dungeon ni Deai wo Motomeru no wa Machigatteiru Darou ka                   | 7 tháng 12, 2016                    | 1      | Phần tiếp theo của bản truyền hình (mùa đầu tiên).                                       |
| Shokugeki no Soma: Ni no Sara                                              | 1 tháng 5, 2017-4 tháng 7, 2017     | 2      | Phần tiếp theo của Shokugeki no Soma: Ni no Sara (mùa hai).                              |
| Lostorage conflated WIXOSS: missing link                                   | 14 tháng 12, 2017                   | 12     | Phần tiếp theo của Lostorage incited WIXOSS.                                             |
| Shokugeki no Souma: San no Sara - Kyokuseiryou no Erina                    | 2 tháng 5, 2018                     | 2      | Câu chuyện phụ của Shokugeki no Souma: San no Sara.                                      |
| Hi Score Girl Extra Stage                                                  | 20 tháng 3, 2019                    | 9      | Phần tiếp theo của Hi Score Girl.                                                        |
| Dungeon ni Deai wo Motomeru no wa Machigatteiru Darou ka II                | 29 tháng 1, 2020                    | 1      | Câu chuyện phụ của mùa hai.                                                              |
| Tsūjou Kōgeki ga Zentai Kōgeki de ni Kai Kōgeki no Okā-san wa Suki Desuka? | 25 tháng 3, 2020                    | 1      | Câu chuyện phụ của bản truyền hình.                                                      |
| Dungeon ni Deai wo Motomeru no wa Machigatteiru Darou ka III               | 28 tháng 4, 2021                    | 1      | Câu chuyện phụ của mùa ba.                                                               |

### ONA
| Tựa đề                                       | Ngày phát hành                     | Số tập | Ghi chú                                                                                          |
| -------------------------------------------- | ---------------------------------- | ------ | ------------------------------------------------------------------------------------------------ |
| Siêu năng lực gia Saiki Kusuo: Tái thức tỉnh | 30 tháng 12, 2019                  | 6      | Phát hành trên Netflix. Phần tiếp theo của Saiki Kusuo no Ψ-nan: Kanketsu-hen.                   |
| Ông chồng Yakuza nội trợ (mùa 1)             | 8 tháng 4, 2021 - 7 tháng 10, 2021 | 10     | Phát hành trên Netflix, chuyển thể từ manga của Oono Kousuke. Còn gọi là Gokushufudou (極主夫道) |
| Ông chồng Yakuza nội trợ (mùa 2)             | 5 tháng 1, 2023                    | 5      | Phát hành trên Netflix, chuyển thể từ manga của Oono Kousuke. Còn gọi là Gokushufudou (極主夫道) |

### Trò chơi điện tử
Dưới đây là danh sách trò chơi điện tử mà J.C.Staff hỗ trợ hoạt ảnh:
| Tên                                                  | Năm phát hành | Chú thích                 |
| ---------------------------------------------------- | ------------- | ------------------------- |
| Psychic Force                                        | 1996          | Hoạt ảnh mở đầu (opening) |
| Mabino×Style                                         | 2005          | Hoạt ảnh                  |
| Wild Arms 4                                          | 2005          | Hoạt ảnh                  |
| Shining Force EXA                                    | 2007          | Hoạt ảnh                  |
| Fate/tiger colosseum                                 | 2007          | Hoạt ảnh mở đầu           |
| Lux-Pain                                             | 2008          | Hoạt ảnh mở đầu           |
| Luminous Arc 2                                       | 2008          | Hoạt ảnh mở đầu           |
| Fate/tiger colosseum Upper                           | 2008          | Hoạt ảnh mở đầu           |
| Tantei Opera Milky Holmes                            | 2010          | Hoạt ảnh                  |
| Toaru Majutsu no Index                               | 2011          | Hoạt ảnh                  |
| Toaru Kagaku no Railgun                              | 2011          | Hoạt ảnh                  |
| Kaku-san-Sei Million Arthur                          | 2012          | Hoạt ảnh mở đầu           |
| Dangerous Ji-San to 1000-nin no Otomodachi Yokoshima | 2012          | Hoạt ảnh mở đầu           |
| Sol Trigger                                          | 2012          | Hoạt ảnh                  |
| Summon Night 6: Ushinawareta Kyōkai Tachi            | 2016          | Hoạt ảnh                  |
| Ongeki                                               | 2018          | MV hoạt ảnh               |
| Toaru Majutsu no Index: Imaginary Fest               | 2019          | Hoạt ảnh mở đầu           |